# Ozodiceromya coloradensis
Ozodiceromya coloradensis är en tvåvingeart som först beskrevs av James 1936.  Ozodiceromya coloradensis ingår i släktet Ozodiceromya och familjen stilettflugor.
Artens utbredningsområde är Colorado. Inga underarter finns listade i Catalogue of Life.